# Claudia Quadri
Claudia Quadri (Lugano, 1965) è una conduttrice radiofonica, conduttrice televisiva e scrittrice svizzera di lingua italiana.

## Biografia
Dopo aver lavorato per dieci anni alla Radio Svizzera Italiana, dal 1997 Claudia Quadri lavora per i programmi televisivi Millefogli, Palomar, Storie e Cult tv (RSI). Nel 2000 pubblica il suo primo romanzo, Lupe, per le Edizioni Casagrande, editore in lingua italiana di Bellinzona. Il suo secondo romanzo appare tre anni dopo con il titolo Lacrima (Casagrande, 2003), tradotto anche in tedesco per Edizioni 8, Zurigo. Il 23 marzo 2008 esce, sempre presso lo stesso editore, Come antiche astronavi.

## Opere
- Lupe (romanzo), Edizioni Casagrande, 2000 ISBN 8-8771-3333-3
- Lacrima (romanzo), Edizioni Casagrande, 2003 ISBN 8-8771-3388-0
- Come antiche astronavi (romanzo), Edizioni Casagrande, 2008 ISBN 8-8771-3520-4
- Suona, Nora Blume (romanzo), Edizioni Casagrande, 2013 ISBN 9-7888-7713-6299